# Пинюгское городское поселение
Пинюгское городское поселение — муниципальное образование в составе Подосиновского района Кировской области России.
Центр — посёлок городского типа Пинюг.

## История
Пинюгское городское поселение образовано 1 января 2006 года согласно Закону Кировской области от 07.12.2004 № 284-ЗО.

## Население
| 2009  | 2010  | 2011  | 2012  | 2013  | 2014  | 2015  |
| ----- | ----- | ----- | ----- | ----- | ----- | ----- |
| 2540  | ↘2344 | ↘2341 | ↘2295 | ↘2222 | ↘2155 | ↘2037 |
| 2016  | 2017  | 2018  | 2019  | 2020  | 2021  |       |
| ↘1953 | ↘1869 | ↘1802 | ↘1725 | ↘1685 | ↘1437 |       |

## Состав
В поселение входят 1 населённый пункт (население, 2010):
- посёлок Пинюг — 2344 чел.